# Mikiah Herbert Harrigan
Mikiah Herbert Harrigan (Anguilla, 21 agosto 1998) è una cestista britannica, professionista nella WNBA.

## Carriera
È stata selezionata dalle Minnesota Lynx al primo giro del Draft WNBA 2020 con la 6ª chiamata assoluta.

## Palmarès
- Campionessa NCAA (2017)